# Liste von Terroranschlägen im Jahr 1975
Die Liste von Terroranschlägen im Jahr 1975 enthält eine unvollständige Auswahl von Terroranschlägen, die im Jahr 1975 passierten. Attentate werden gesondert in der Liste bekannter Attentate behandelt. Die Liste von Sprengstoffanschlägen listet auch nichtterroristische Anschläge. Die Liste von Flugzeugentführungen enthält eine Liste mit meist terroristischem Hintergrund. Im Artikel Rechtsterrorismus werden weitere terroristische Anschläge aufgezählt.

## Erläuterung
In der Spalte Politische Ausrichtung ist die politische bzw. weltanschauliche Einordnung der Täter angegeben: faschistisch, rassistisch, nationalistisch, nationalsozialistisch, sozialistisch, kommunistisch, antiimperialistisch, islamistisch (schiitisch, sunnitisch, deobandisch, salafistisch, wahhabitisch), hinduistisch. Bei vorrangig auf staatliche Unabhängigkeit oder Autonomie zielender Ausrichtung ist autonomistisch vorangestellt, gefolgt von der Region oder der Volksgruppe und ggf. weiteren Merkmalen der Täter: armenisch, irisch (katholisch), kurdisch, tirolisch, tschetschenisch, dagestanisch, punjabisch (sikhistisch), palästinensisch.
Die Opferzahlen der Anschläge werden farbig dargestellt:

Die Zahl bei den Anschlägen getöteter/verletzter Täter ist in Klammern ( ) gesetzt.

## Januar
| Datum/Beginn    | Betroffenes Land       | Anschlag                  | Täter                                  | Politische Ausrichtung            | Mittel         | Ziel        | Tote | Verletzte | Hintergrund        |
| --------------- | ---------------------- | ------------------------- | -------------------------------------- | --------------------------------- | -------------- | ----------- | ---- | --------- | ------------------ |
| 11. Januar 1975 | Puerto Rico            | Anschlag in San Juan      |                                        |                                   | Sprengstoff    | Restaurant  | 2    | 11        |                    |
| 19. Januar 1975 | Vereinigtes Königreich | Anschlag in London        | PIRA                                   | autonomistisch, irisch-katholisch | Schusswaffe(n) | 2 Hotels    | 0    | 12        | Nordirlandkonflikt |
| 23. Januar 1975 | Vereinigtes Königreich | Anschlag in London        | PIRA                                   | autonomistisch, irisch-katholisch | Sprengsatz     | Pumpstation | 0    | 3         | Nordirlandkonflikt |
| 24. Januar 1975 | USA                    | Anschlag in New York City | Fuerzas Armadas de Liberacion Nacional | kommunistisch                     | Sprengstoff    | Lokal       | 4    | 53        |                    |

## März
| Datum/Beginn  | Betroffenes Land | Anschlag                   | Täter                    | Politische Ausrichtung                          | Mittel      | Ziel           | Tote    | Verletzte | Hintergrund                           |
| ------------- | ---------------- | -------------------------- | ------------------------ | ----------------------------------------------- | ----------- | -------------- | ------- | --------- | ------------------------------------- |
| 01. März 1975 | Kenia            | Anschlag in Nairobi        | Maskini Liberation Front |                                                 | Sprengstoff | Bushaltestelle | 27      | 100       |                                       |
| 04. März 1975 | Israel           | Anschlag in Tel Aviv-Jaffa | PLO                      | autonomistisch, palästinensisch-nationalistisch | Geiselnahme | Hotel          | 11 (+7) |           | Israelisch-Palästinensischer Konflikt |

## April
| Datum/Beginn   | Betroffenes Land     | Anschlag                  | Täter                                                        | Politische Ausrichtung                                                                    | Mittel                      | Ziel                         | Tote   | Verletzte | Hintergrund               |
| -------------- | -------------------- | ------------------------- | ------------------------------------------------------------ | ----------------------------------------------------------------------------------------- | --------------------------- | ---------------------------- | ------ | --------- | ------------------------- |
| 13. April 1975 | Libanon              | Anschlag in Libanonberg   | Kata’ib                                                      | nationalistisch, konservativ, föderalistisch, christlich-demokratisch                     | Schusswaffen                | Palästinenser in Bus         | 22     |           | Libanesischer Bürgerkrieg |
| 19. April 1975 | USA                  | Anschlag in New York City | Fuerzas Armadas de Liberación Nacional Puertorriqueña (FALN) | autonomistisch, puerto-ricanisch-nationalistisch, marxistisch-leninistisch, kommunistisch | 4 Sprengsätze               |                              | 0      | 5+        |                           |
| 24. April 1975 | Schweden Deutschland | Geiselnahme von Stockholm | RAF                                                          | linksextremistisch, kommunistisch, antiimperialistisch                                    | Schusswaffen, Sprengstoff   | Deutsche Botschaft Stockholm | 2 (+2) | 10 (+4)   |                           |
| 29. April 1975 | Südafrika            | Anschlag in Johannesburg  | David Protter                                                |                                                                                           | Geiselnahme, Schusswaffe(n) | Israelisches Konsulat        | 4      | 82        |                           |

## Juni
| Datum/Beginn  | Betroffenes Land | Anschlag              | Täter                 | Politische Ausrichtung          | Mittel      | Ziel       | Tote   | Verletzte | Hintergrund                           |
| ------------- | ---------------- | --------------------- | --------------------- | ------------------------------- | ----------- | ---------- | ------ | --------- | ------------------------------------- |
| 01. Juni 1975 | Israel           | Anschlag in Yuval     | Arab Liberation Front | palästinensisch-nationalistisch | Geiselnahme |            | 3 (+4) |           | Israelisch-Palästinensischer Konflikt |
| 04. Juni 1975 | Israel           | Anschlag in Jerusalem | PLO                   | autonomistisch-palästinensisch  | Sprengsatz  | Zionsplatz | 15     | 77        | Israelisch-Palästinensischer Konflikt |

## Juli
| Datum/Beginn  | Betroffenes Land       | Anschlag                           | Täter | Politische Ausrichtung            | Mittel                    | Ziel               | Tote   | Verletzte | Hintergrund                       |
| ------------- | ---------------------- | ---------------------------------- | ----- | --------------------------------- | ------------------------- | ------------------ | ------ | --------- | --------------------------------- |
| 17. Juli 1975 | Vereinigtes Königreich | Anschlag in Armagh                 | PIRA  | autonomistisch, irisch-katholisch | Ferngezündete Sprengfalle | Britische Soldaten | 4      | 0         | Nordirlandkonflikt                |
| 26. Juli 1975 | Kolumbien              | Anschlag in Boyacá                 | FARC  | marxistisch-leninistisch          | Schusswaffe(n)            | Zivilisten         | 10     |           | Bewaffneter Konflikt in Kolumbien |
| 31. Juli 1975 | Vereinigtes Königreich | Versuchter Anschlag in County Down | UVF   | protestantisch-unionistisch       | Sprengstoff               | Tourbus            | 3 (+2) | 2         | Nordirlandkonflikt                |

## August
| Datum/Beginn    | Betroffenes Land       | Anschlag                          | Täter      | Politische Ausrichtung            | Mittel                      | Ziel  | Tote | Verletzte | Hintergrund        |
| --------------- | ---------------------- | --------------------------------- | ---------- | --------------------------------- | --------------------------- | ----- | ---- | --------- | ------------------ |
| 12. August 1975 | Vereinigtes Königreich | Anschlag in Belfast               | PIRA       | autonomistisch, irisch-katholisch | Schusswaffe(n), Sprengstoff | Bar   | 5    | 50+       | Nordirlandkonflikt |
| 27. August 1975 | Vereinigtes Königreich | Anschlag in Tandridge             | PIRA       | autonomistisch, irisch-katholisch | Sprengstoff                 | Lokal | 0    | 33        | Nordirlandkonflikt |
| 28. August 1975 | Argentinien            | Anschlag in San Miguel de Tucumán | Montoneros | peronistisch                      | Sprengstoff                 |       | 6    | 29        | Schmutziger Krieg  |

## September
| Datum/Beginn       | Betroffenes Land       | Anschlag            | Täter                       | Politische Ausrichtung            | Mittel                          | Ziel         | Tote | Verletzte | Hintergrund        |
| ------------------ | ---------------------- | ------------------- | --------------------------- | --------------------------------- | ------------------------------- | ------------ | ---- | --------- | ------------------ |
| 05. September 1975 | Vereinigtes Königreich | Anschlag in London  | PIRA                        | autonomistisch, irisch-katholisch | Sprengstoff                     | Hotel        | 2    | 63        | Nordirlandkonflikt |
| 13. September 1975 | Deutschland            | Anschlag in Hamburg | vermutlich Linksextremisten | linksextremistisch                | Sprengsatz in Gepäckschließfach | Hauptbahnhof | 0    | 11        |                    |

## Oktober
| Datum/Beginn     | Betroffenes Land       | Anschlag             | Täter         | Politische Ausrichtung            | Mittel                   | Ziel                   | Tote     | Verletzte | Hintergrund                           |
| ---------------- | ---------------------- | -------------------- | ------------- | --------------------------------- | ------------------------ | ---------------------- | -------- | --------- | ------------------------------------- |
| 02. Oktober 1975 | Vereinigtes Königreich | Anschlag in Milfield | UVF           | protestantisch-unionistisch       | Schusswaffe              | Katholische Zivilisten | 4        |           | Nordirlandkonflikt                    |
| 04. Oktober 1975 | Libanon                | Anschlag in Beirut   | PFLP          | autonomistisch-palästinensisch    | Automatische Feuerwaffen | Verkehr                | 3        | 14        | Israelisch-Palästinensischer Konflikt |
| 05. Oktober 1975 | Argentinien            | Anschlag in Formosa  | Montoneros    | peronistisch                      | Automatische Feuerwaffen | Kaserne                | 17 (+15) | 30+       | Schmutziger Krieg                     |
| 09. Oktober 1975 | Libanon                | Anschlag in Beirut   | Palästinenser | autonomistisch-palästinensisch    | Automatische Feuerwaffen | Flughafen Beirut       | 3        | 14        | Israelisch-Palästinensischer Konflikt |
| 09. Oktober 1975 | Vereinigtes Königreich | Anschlag in London   | IRA           | autonomistisch, irisch-katholisch | Zeitbombe                | Bushaltestelle         | 1        | 20        | Nordirlandkonflikt                    |
| 29. Oktober 1975 | Vereinigtes Königreich | Anschlag in London   | IRA           | autonomistisch, irisch-katholisch | Sprengstoff              | Restaurant             | 0        | 18        | Nordirlandkonflikt                    |

## November
| Datum/Beginn      | Betroffenes Land       | Anschlag               | Täter                           | Politische Ausrichtung            | Mittel                             | Ziel              | Tote | Verletzte | Hintergrund                           |
| ----------------- | ---------------------- | ---------------------- | ------------------------------- | --------------------------------- | ---------------------------------- | ----------------- | ---- | --------- | ------------------------------------- |
| 01. November 1975 | Guatemala              | Anschlag in Chiquimula | Guerrilla Army of the Poor      | linksextremistisch                | Automatische Feuerwaffen, Pistolen | Regierung         | 19   | 0         |                                       |
| 12. November 1975 | Vereinigtes Königreich | Anschlag in London     | PIRA                            | autonomistisch, irisch-katholisch | Sprengsatz                         | Bar               | 1    | 15        | Nordirlandkonflikt                    |
| 13. November 1975 | Israel                 | Anschlag in Jerusalem  | DFLP                            | autonomistisch-palästinensisch    | Sprengstoff                        | Zionsplatz        | 6    | 62        | Israelisch-Palästinensischer Konflikt |
| 18. November 1975 | Vereinigtes Königreich | Anschlag in London     | PIRA                            | autonomistisch, irisch-katholisch | Sprengstoff                        | Restaurant        | 2    | 23        | Nordirlandkonflikt                    |
| 21. November 1975 | Mexiko                 | Anschlag in Oaxaca     | Liga Comunista 23 de Septiembre | marxistisch-leninistisch          | Automatische Feuerwaffen; Pistolen | Koalitionssitzung | 9    | 4         |                                       |
| 22. November 1975 | Vereinigtes Königreich | Anschlag in Armagh     | PIRA                            | autonomistisch, irisch-katholisch |                                    | Soldaten          | 3    | 1         | Nordirlandkonflikt                    |

## Dezember
| Datum/Beginn      | Betroffenes Land       | Anschlag                  | Täter                    | Politische Ausrichtung | Mittel                   | Ziel              | Tote    | Verletzte | Hintergrund                           |
| ----------------- | ---------------------- | ------------------------- | ------------------------ | --- | ------------------------ | ----------------- | ------- | --------- | ------------------------------------- |
| 21. Dezember 1975 | Österreich             | OPEC-Geiselnahme          | PFLP                     | autonomistisch, palästinensisch-nationalistisch, arabisch-nationalistisch, panarabisch, marxistisch-leninistisch, antiimperialistisch, antizionistisch, demokratisch-sozialistisch | Geiselnahme              | Gebäude           | 3       | 11        | Israelisch-Palästinensischer Konflikt |
| 21. Dezember 1975 | Vereinigtes Königreich | Anschlag in London        | IRA                      | autonomistisch, irisch-katholisch | Sprengstoff              |                   | 0       | 5         | Nordirlandkonflikt                    |
| 24. Dezember 1975 | Argentinien            | Anschlag in Buenos Aires  | Montoneros               | peronistisch | Automatische Feuerwaffen | Militärarsenal    | 7 (+85) |           | Schmutziger Krieg                     |
| 24. Dezember 1975 | Argentinien            | Anschlag in Formosa       | Montoneros               | peronistisch | Automatische Feuerwaffen | Gefängnis         |         | 10        | Schmutziger Krieg                     |
| 29. Dezember 1975 | USA                    | Anschlag in New York City | Kroatische Nationalisten | nationalistisch | Sprengstoff              | LaGuardia Airport | 11      | 74        |                                       |
| 30. Dezember 1975 | Vereinigtes Königreich | Anschlag in Armagh        | UVF                      | protestantisch-unionistisch | Automatische Schusswaffe |                   | 5       | 0         | Nordirlandkonflikt                    |